# Mendigorria
Mendigorria (nome ufficiale in basco Mendigorria, nome in spagnolo Mendigorría) è un comune spagnolo di 916 abitanti situato nella comunità autonoma della Navarra.

## Monumenti e luoghi d'interesse
Nel territorio del comune si trovano i resti della città romana di Andelos.